# تومي كوريغان
تومي كوريغان (بالإنجليزية: Tommy Corrigan)‏ هو لاعب كرة قدم أسترالية أسترالي، ولد في 24 فبراير 1903 في North Melbourne ‏ في أستراليا، وتوفي في 9 يناير 1943 في Heidelberg, Victoria ‏ في أستراليا بسبب التهاب البريتون.

## وصلات خارجية
- تومي كوريغان على موقع AustralianFootball.com (الإنجليزية)
- تومي كوريغان على موقع AFLtables.com (الإنجليزية)